# Hoplojassus brasiliensis
Hoplojassus brasiliensis är en insektsart som beskrevs av Dietrich 1993. Hoplojassus brasiliensis ingår i släktet Hoplojassus och familjen dvärgstritar. Inga underarter finns listade i Catalogue of Life.